# Clementina de Jesus
Clementina de Jesus da Silva (Valença, estat de Rio de Janeiro, 7 de febrer de 1901 — Rio de Janeiro, 19 de juliol de 1987) va ser una cantant brasilera. També era coneguda com a Tina o Quelé. Nascuda ella mateixa només catorze anys després de l'abolició de l'esclavitud, va deixar un gran llegat en el rescat dels cants negres tradicionals i en la popularització de la samba, a més de ser considerada com un vincle important entre la cultura del Brasil i de l'Àfrica. Tot i ser coneguda per la seva capacitat per revitalitzar l'herència africana a la música popular brasilera a través de molts 'cants de terreiro', Clementina era catòlica.

## Biografia
Nascuda a la comunitat del Carambita, un barri de la perifèria de Valença i tradicional reducte de jongueiros al sud de Rio de Janeiro, Clementina era filla de la llevadora i rentadora Amélia de Jesus dos Santos i del capoeira i violeiro Paulo Batista dos Santos. Als vuit anys es va traslladar amb la família a la capital, per instal·lar-se al barri d'Oswaldo Cruz, després d'haver estudiat en règim de semipensió a l'Orfenat Santo Antônio, on va desenvolupar la creença catòlica. Als 14 anys va començar a treballar. De petita va aprendre amb la seva mare a resar en Jejê Nagô i a cantar en un dialecte, probablement iorubá.
De totes aquestes influències, en resultà un misticisme sincrètic i una musicalitat marcada per la samba i les cançons tradicionals d'esclaus de les zones rurals. Devota de l'Església de Nossa Senhora da Glória do Outeiro, va participar en les festes de les esglésies de Penha i de Sãô Jorge, cantant 'cançons de romaria'.
De jove va participar en el grup de Folia de Reis, de João Cartolinha. A partir de la dècada de 1920 es va implicar en els cercles del carnaval. Va desfilar en el bloc Moreninha das Campinas, va ser directora de l'escola de samba Unidos do Riachuelo, va participar en activitats a l'escola Mangueira, i va seguir de prop l'aparició i desenvolupament de l'escola Portela, assistint des de petita als cercles de samba de la regió.
El 1940, quan ja era mare soltera de Laís, es va casar amb Albino Corrêa Bastos da Silva, conegut com Albino Pé Grande, i es va traslladar amb ell al Turó de Mangueira, a Rio de Janeiro. Van tenir una filla, Olga, el 1943. El matrimoni duraria fins a la mort d'Albino, el 1977.
Va treballar com a com a minyona i bugadera durant més de 20 anys, fins que l'any 1963 va ser «descoberta» a la Taberna da Glória pel compositor Hermínio Bello de Carvalho, que la va dur a participar en el projecte O Menestrel, actuant amb el violinista Turíbio Santos al Teatre Jove, on assolí un gran èxit. El 1964 va actuar en l'espectacle Rosa de Ouro, al costat d'Araci Cortes, Elton Medeiros, Paulinho da Viola i Nelson Sargento, amb Hermínio i Kleber Santos a la direcció. L'espectacle va consagrar el seu nom, va fer una gira per Bahia i São Paulo i va enregistrar dos LPs per a Odeon (1965 i 1967), incloent-hi, entre d'altres, el jongo «Benguelê».
El 1966 va representar el Brasil en el Festival de Cannes, a França, i en el Festival d'Art Negre, al Senegal, presentant-se en un estadi de futbol, on va rebre una ovació entusiasta del públic. El mateix any va participar en concerts a Portugal, al poble d'Arcozelo i a la Sala Cecília Meireles, de Rio, a més de llançar l'LP Clementina de Jesus, amb repertori de jongo, corimá, sambes i sambes de partido-alto, recuperant la memòria de la connexió afro-brasilera.

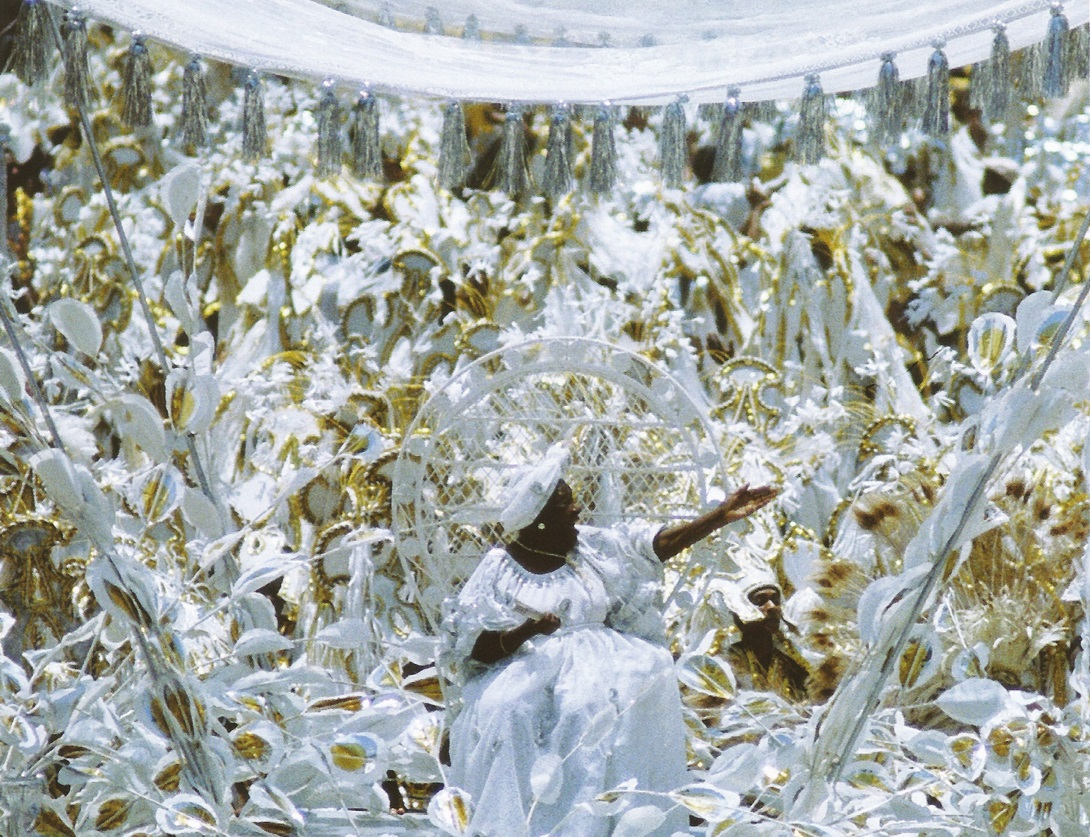
Clementina de Jesus desfilant amb l'escola de samba Beija-Flor de Nilópolis

El 1968 va enregistrar l'antològic Gente da Antiga, al costat de Pixinguinha i João da Baiana. El 1979 va llançar l'LP Clementina e convidados, en què participaren Candeia, João Bosco, Roberto Ribeiro, Martinho da Vila, Ivone Lara, entre d'altres. Va gravar en total cinc discos sola: dos amb el títol Clementina de Jesus, i també Clementina, Cadê Você? i Marinheiro Só, produït per Caetano Veloso. Va fer diverses participacions, com en els discos Rosa de Ouro, Cantos de Escravos, i Milagre dos Peixes, de Milton Nascimento. El 1983 va ser homenatjada amb un espectacle al Teatre Municipal de Rio de Janeiro, amb la participació de diversos artistes de la samba. El mateix any va ser homenatjada per l'escola de samba Beija-Flor de Nilópolis.
Els seus últims anys de vida van ser difícils. El món musical la va deixar de costat i ella va quedar pràcticament oblidada. La seva salut empitjorava i va caure en la pobresa. El seu enterrament en el Cementiri São João Batista va tenir pocs acompanyants. L'endemà, Paulinho da Viola va declarar al Jornal do Brasil:
| « | Amb la mort de Clementina perdem una gran figura humana, una artista que representa els negres, vinculada a la història del nostre país. El seu cant era popular i tenia una comunicació ràpida amb qualsevol públic al Brasil i al món. Tot el que ens va transmetre va ser fruit de molts anys d'aprenentatge oral i crec que podria haver estat més reconeguda del que ho fou. | » |

## Reconeixements
Rainha Ginga, Quelé: Dues maneres d'anomenar Clementina de Jesus, amb la imponència del títol de reialesa i amb la abreviació afectuosa del seu nom. Clementina evocava tendresa i respecte profund. La tendresa d'una vella negra somrient. Totes les persones amb les quals estava involucrada l'havien d'anomenar Mãe (mare). El seu tracte era sempre afable. Tal vegada per haver treballat tants anys com a minyona i haver començat la carrera artística als 63 anys, descoberta pel poeta Hermínio Bello de Carvalho, mai tractava ningú de forma diferent a causa de la posició social.

Djalma Santos, Pixinguinha i Clementina de Jesus

Clementina de Jesus va causar una fascinació en bona part de la Música Popular Brasilera. Artistes ben diferents van voler enregistrar amb ella els seus àlbums. Tot i així, els discos de Clementina de Jesus no van ser mai un èxit de vendes; potser perquè el que realment impressionava eren les seves aparicions en l'escenari, on tenia un contacte directe amb el públic.
El pes ancestral de la veu de l'Àfrica, diluïda en la música brasilera és evocada en la veu i els cânticos que Clementina va aprendre de la seva mare, filla d'esclaus. Milton Nascimento n'havia dit, després d'un concert: «Era l'Àfrica davant meu».
L'any 1985 va rebre del ministre de Cultura Jack Lang, en nom del govern francès, la distinció «Ordre des Arts et des Lettres», amb la presència de Jorge Amado, Caetano Veloso i Milton Nascimento.

Heron Coelho va organitzar la biografia Reina Quelé — Clementina de Jesus, publicada el 2001. L'espectacle musical Clementina, Cadê Vostè? en homenatge a Clementina de Jesus es va estrenar a Rio de Janeiro el 2013, en el teatre Laura Alvim.

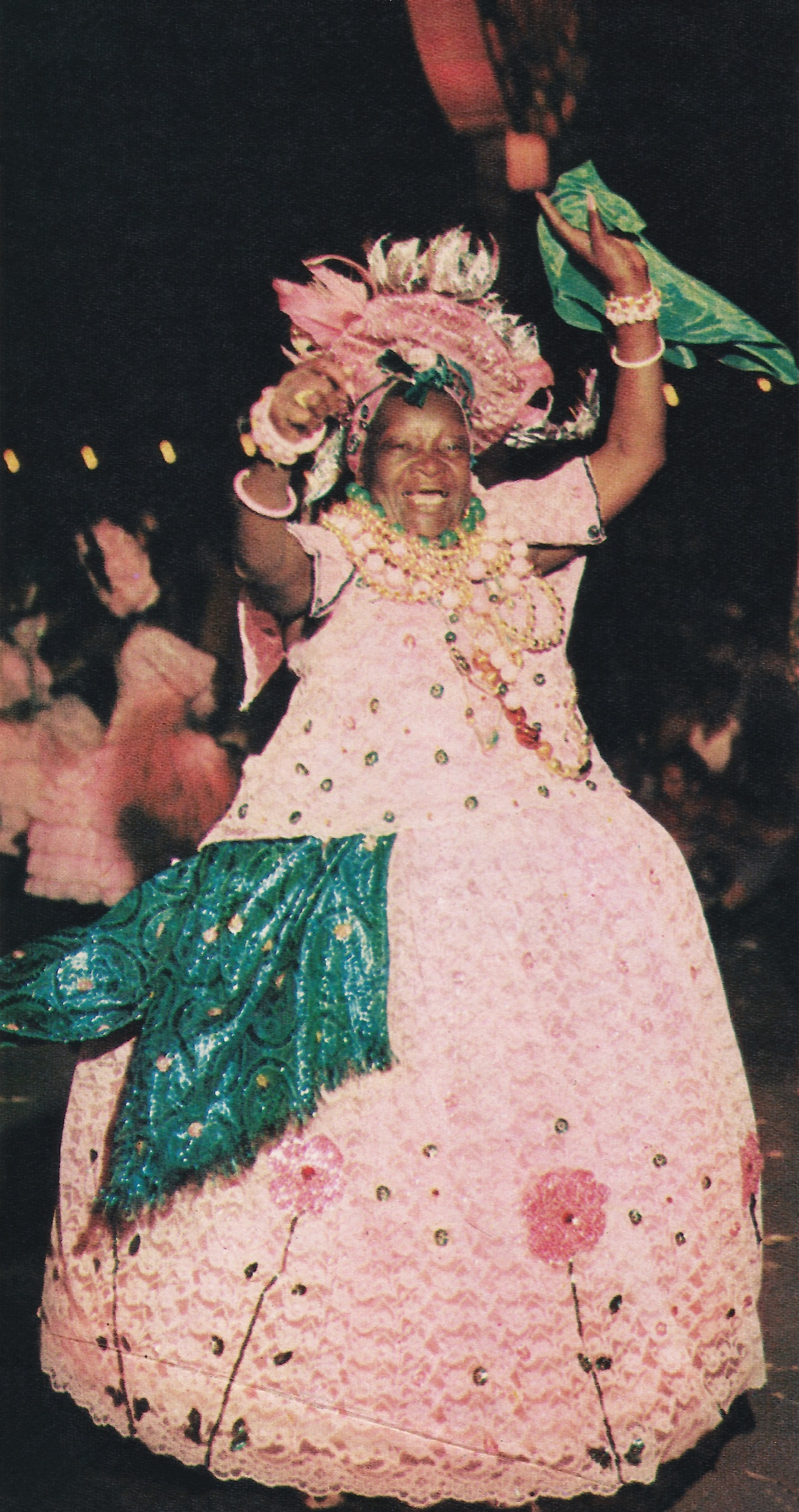
Clementina de Jesus a Mangueira, Carnaval de Rio, 1970 (foto Geraldo Viola)

Al 2016 el govern brasiler li va atorgar in memoriam l'Orde del Mèrit Cultural en el grau de gran-creu, juntament amb altres sambistas, com a part de les commemoracions dels 100 anys del naixement de la samba.
El 2017 els investigadors Felipe Castro, Janaína Marquesini, Luana Costa i Raquel Munhoz van editar-ne una biografia, Quelé, la veu del color – Biografia de Clementina de Jesus. Per a Marquesini, 
| « | La imatge de Clementina porta d'immediat un impacte impressionant, és l'essència del nostre poble. […] El que més em marca personalment és el poder de la resistència d'aquesta cultura, que, per mitjà de l'oralitat, ha arribat fins al dia d'avui, tot i tota la repressió i violència viscudes pels negres en segles d'història del Brasil. Clementina n'ha estat un exemple viu, amb la seva prodigiosa memòria i sensibilitat per captar els ritmes i les coses més boniques del nostre poble. […] Tot aquest coneixement ens ha provat que l'Àfrica és l'espina dorsal de la nostra cultura, com va dir Naná Vasconcelos una vegada. L'existència de Quelé ha estat una dádiva per a tots nosaltres, brasilers. | » |

El 2018 va ser llançat el documental Clementina, de Dona Rosa Filmes, en la Mostra Internacional de Cinema de São Paulo.
El 2021 va ser homenatjada en el carnaval paulista per la Mocidade Alegre, amb "Quelémentina, cadê Você?".

## Discografia

### Discos com a solista
- 1966 - Clementina de Jesus (Odeon MOFB 3463)
- 1970 - Clementina, cadê vostè? (MIS 013)
- 1973 - Marinheiro Só (Odeon SMOFB 3087)
- 1976 - Clementina de Jesus - convidado especial: Carlos Cachaça(EMI-Odeon SMOFB 3899)
- 1979 - Clementina e convidados (EMI-Odeon 064 422846)

### Participacions
- 1965 - Rosa de Ouro - Clementina de Jesus, Araci Cortes e Conjunto Rosa de Ouro (Odeon MOFB 3430)
- 1967 - Rosa de Ouro nº 2 - Clementina de Jesus, Araci Cortes e Conjunto Rosa de Ouro (Odeon MOFB 3494)
- 1968 - Gente da Antiga - Pixinguinha, Clementina de Jesus e João da Baiana (Odeon MOFB 3527)
- 1968 - Mudando de Conversa - Cyro Monteiro, Nora Ney, Clementina de Jesus e Conjunto Rosa de Ouro (Odeon MOFB 3534)
- 1968 - Fala Mangueira! - Carlos Cachaça, Cartola, Clementina de Jesus, Nélson Cavaquinho e Odete Amaral(Odeon MOFB 3568)
- 1982 - O Canto dos Escravos - Clementina de Jesus, Tia Doca e Geraldo Filme - Canto dos Escravos (Vissungos) da Região de Diamantina - MG. Memória Eldorado.
- 1986 - Trilha Sonora do Filme Chico Rei - Milton Nascimento, Wagner Tiso, Clementina de Jesus e Grupo Vissungo (Som Livre XSB 3048)

### Recopilacions
- 1999 - Raízes do Samba - Clementina de Jesus (EMI 522659-2)